# 1051
1051 (MLI) var ett normalår som började en tisdag i den julianska kalendern.

## Händelser

### Okänt datum
- Henrik I av Frankrike gifter sig med Anna av Kiev.
- Hilarion av Kiev blir den förste infödde metropoliten av ortodoxa kyrkan i Kievriket, som dittills letts av grekiska/östromerska metropoliter.

## Födda
- Bertha av Savojen, tysk-romersk kejsarinna.
- Edgar Ætheling, Englands okrönte konung i slaget vid Hastings (1066).

## Avlidna
- 27 april – Folque-Bertrand I av Provence, greve av Provence.